# ملینه دالوزیان
ملینه دالوزیان (ارمنی: Մելինե Դալուզյան؛ زادهٔ ۲۰ آوریل ۱۹۸۸ در لنیناکان، ارمنستان شوروی) یک وزنه‌بردار زن اهل ارمنستان است.
دالوزیان در رقابت‌های معتبری همچون قهرمانی جهان و قهرمانی اروپا موفق به کسب مدال‌های شده‌است.
وی در سال ۲۰۰۶ عنوان استاد افتخاری ورزش ارمنستان را دریافت نمود.
دالوزیان دو هفته پیش از آغاز رقابت‌های وزنه‌برداری المپیک تابستانی ۲۰۰۸ پکن به دلیل حمله شدید پانکراتیت از رقابت‌ها بازماند و به جای وی، هریپسیمه خورشودیان شرکت نمود.